# Hanna Mäntylä

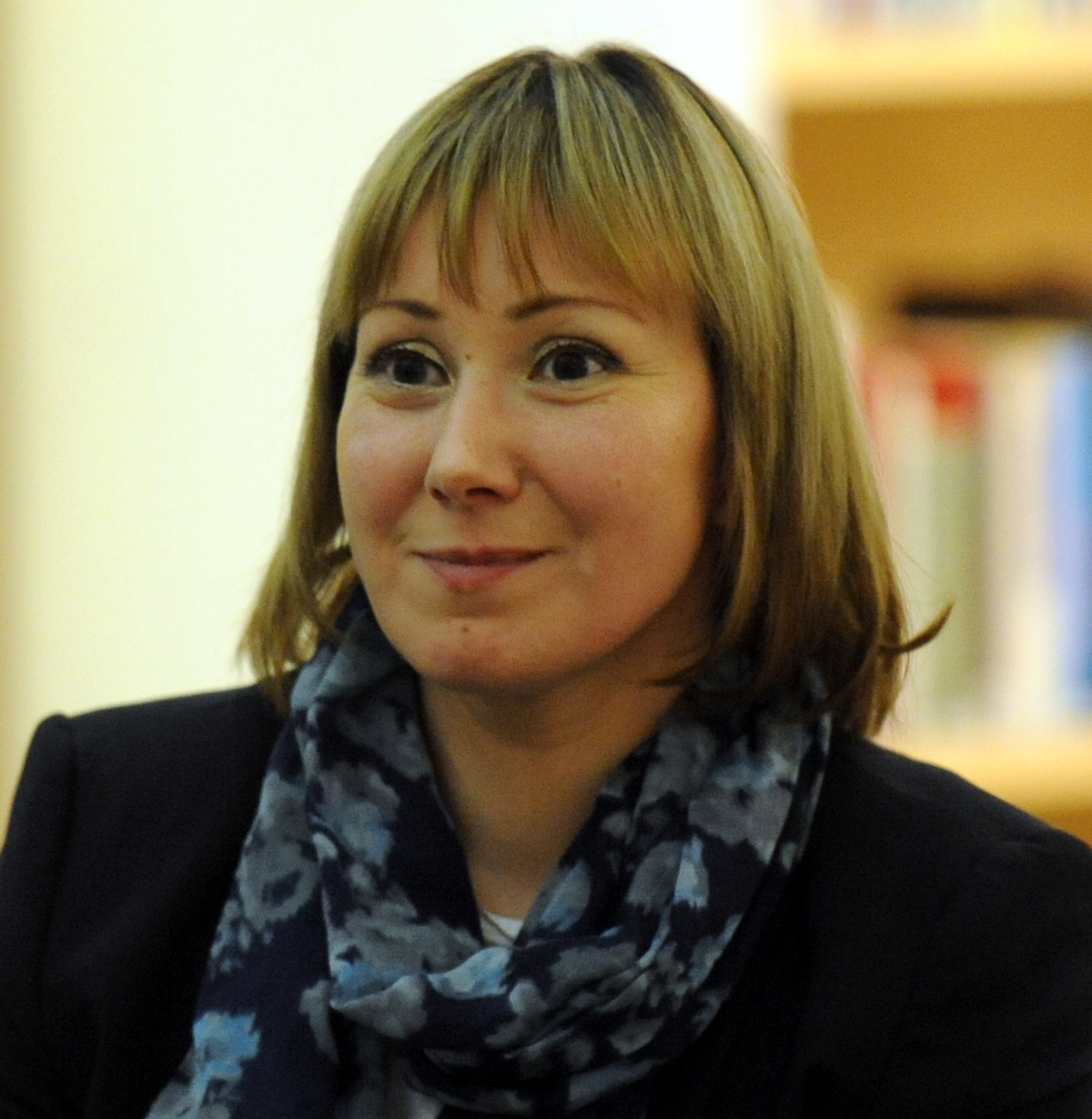
Hanna Mäntylä

Hanna Mäntylä, född 19 september 1974 i Lahtis, är en finländsk politiker. Hon var ledamot av Finlands riksdag 2011–2017, först som sannfinländare, och i riksdagsgruppen Nytt alternativ en kort tid innan hon avgick som riksdagsledamot 2017. Hon var Finlands social- och hälsovårdsminister 2015–2016.
Mäntylä omvaldes i riksdagen i riksdagsvalet 2015 med 8 072 röster från Lapplands valkrets.